# Catores
I Catores sono delle guide alpine presenti solamente in Val Gardena e Val di Fassa
I Catores, oltre ad accompagnare i vari turisti nelle escursioni nelle Dolomiti gardenesi, partecipano soprattutto nel soccorso alpino coadiuvati dall'Aiut Alpin Dolomites, un servizio che ha come obiettivo principale il soccorso delle persone che necessitano di aiuto in montagna.
La scuola d'alpinismo dei Catores, che ha sedi sia a Ortisei che a Santa Cristina in Val Gardena, ha una lunga tradizione. Attualmente (2016) il gruppo è formato da 16 guide alpine e ha come presidente Flavio Moroder. I Catores sono indicatificabili dal tipico maglione color grigio e dal loro logo, un chiodo da roccia a cui è legata una corda.

## Storia

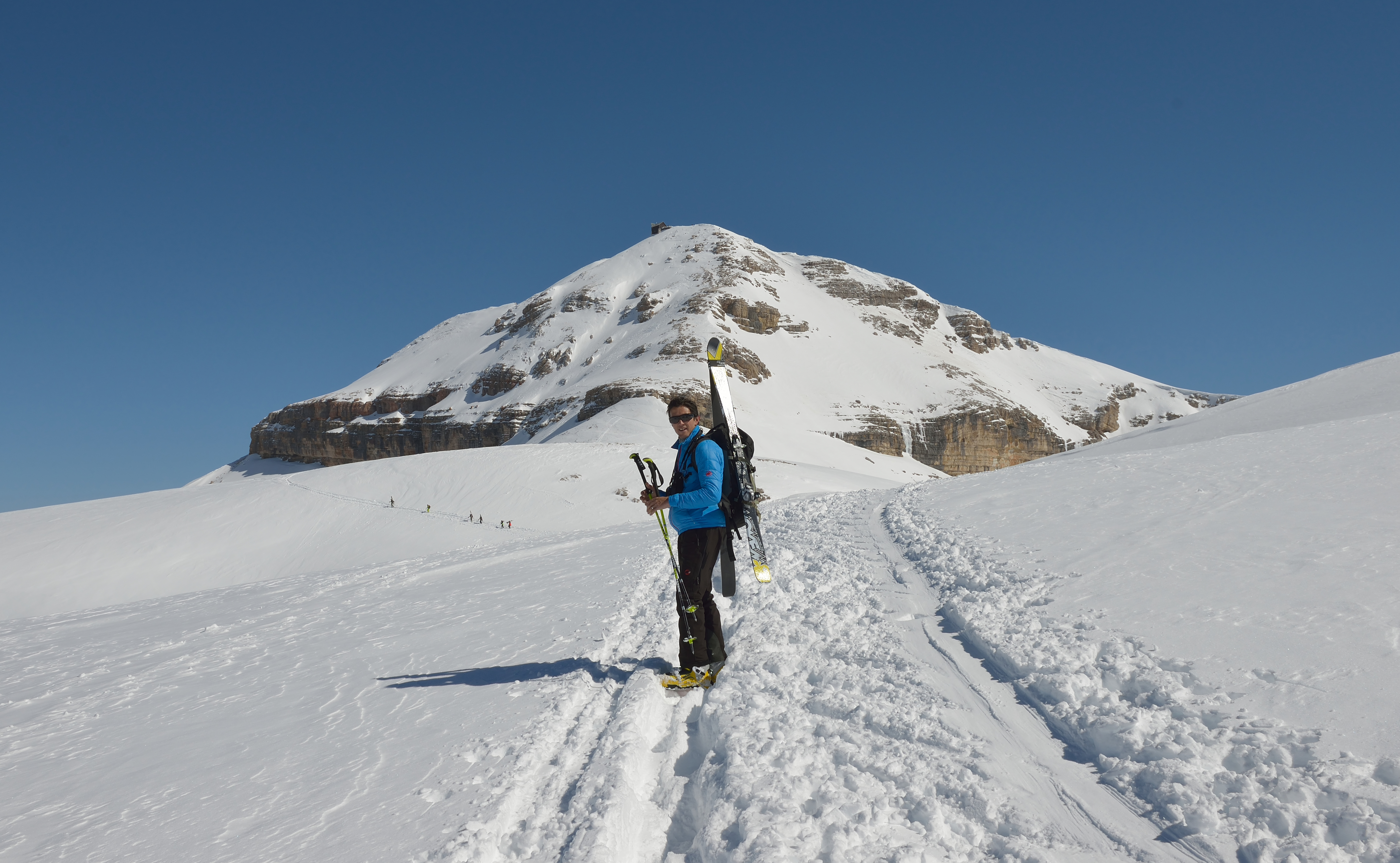
Manfred Stuffer, una guida alpina del gruppo dei Catores

La necessità di soccorso in montagna nacque con l'avvento dell'alpinismo e il primo intervento in Val Gardena si ebbe nel 1898 sul Sassolungo. Dopo la prima guerra mondiale gli incidenti in alta montagna divennero più numerosi e le guide alpine andavano a soccorrere i malcapitati singolarmente. Solamente nel 1954 venne fondata la prima squadra per il soccorso alpino in Val Gardena. In corrispondenza di tale evento vi fu anche la costituzione del gruppo dei Catores.
Negli anni il numero dei Catores aumentava e iniziarono anche le loro imprese più impegnative: dalle Dolomiti alle Alpi Occidentali, fino alle montagne dell'Himalaya e del Sudamerica.

## Personaggi rilevanti
Tra i personaggi di spicco che negli hanno fatto parte dei Catores si citano:
- Johann Baptist Vinatzer (1912 – 1993): ha aperto la via Vinatzer sulla parete nord del Sass dla Luesa e una via di VI grado sul versante nord del Gruppo del Sella;
- Ferdinand Glück (1901 - 1987): denominato il "Re delle Torri del Sella", ha effettuato oltre 20 prime ascensioni nelle Dolomiti, tra cui la salita della liscia parete sud del Piz Ciavazes nel 1928 e la via "Glück" sulla Torre del Sella;
- Vinzenz Malsiner (1940 - 1998): ha portato a termine numerose vie estreme di cui una dozzina come prime assolute, tra cui troviamo "la Direttissima" sul Dente del Sassolungo, la parete sud-ovest del Meisules dla Biesces, la via Malsiner sulla parete nord della Quarta Torre del Sella, la via Fedele sulla parete nord-ovest del Sass Pordoi